# Samuel Vance
Samuel Goodwin „Sam“ Vance (* 30. März 1879 in Hickson; † 16. Mai 1947 in Tillsonburg) war ein kanadischer Sportschütze.

## Erfolge
Samuel Vance nahm an den Olympischen Spielen 1920 in Antwerpen und 1924 in Paris im Trap teil. 1920 verpasste er im Einzel mit 71 Punkten die vorderen Plätze, mit der Mannschaft schloss er den Wettkampf auf dem fünften Rang ab. Vier Jahre darauf wurde er in der Einzelkonkurrenz Sechster. Im Mannschaftswettbewerb belegte er mit der kanadischen Mannschaft hinter den Vereinigten Staaten und vor Finnland den zweiten Platz. Mit insgesamt 360 Punkten war die Mannschaft, die neben Vance noch aus George Beattie, James Montgomery, John Black, Samuel Newton und William Barnes bestand, gleichauf mit den Finnen, besiegte diese aber in einem abschließenden Stechen und gewann damit die Silbermedaille. Vance war mit 89 Punkten der drittbeste Schütze der Mannschaft. Auf nationaler und regionaler Ebene gewann er zahlreiche Titel.